# UFC 259
UFC 259: Błachowicz vs. Adesanya è stato un evento di arti marziali miste tenuto dalla Ultimate Fighting Championship il 6 marzo 2021 all'UFC APEX di Las Vegas, negli Stati Uniti.

## Risultati
|                                        | Divisione             |                    |                 |                      | Metodo                                      | Round           | Tempo           | Premio          |
| Card Principale                        | Card Principale       | Card Principale    | Card Principale | Card Principale      | Card Principale                             | Card Principale | Card Principale | Card Principale |
| -------------------------------------- | --------------------- | ------------------ | --------------- | -------------------- | ------------------------------------------- | --------------- | --------------- | --------------- |
| Sfida valida per il titolo di campione | Pesi mediomassimi     | Jan Błachowicz (c) | batte           | Israel Adesanya (cm) | Decisione unanime (49–46, 49–45, 49–45)     | 5               | 5:00            |                 |
| Sfida valida per il titolo di campione | Pesi piuma femminili  | Amanda Nunes (c)   | batte           | Megan Anderson       | Sottomissione (triangle armbar)             | 1               | 2:03            |                 |
| Sfida valida per il titolo di campione | Pesi gallo            | Aljamain Sterling  | batte           | Petr Yan (c)         | DQ (ginocchiata illegale)                   | 4               | 4:29            |                 |
|                                        | Pesi leggeri          | Islam Machačev     | batte           | Drew Dober           | Sottomissione (arm-triangle choke)          | 3               | 1:37            |                 |
|                                        | Pesi mediomassimi     | Aleksandar Rakić   | batte           | Thiago Santos        | Decisione unanime (29–28, 29–28, 30–27)     | 3               | 5:00            |                 |
| Card preliminare                       |                       |                    |                 |                      |                                             |                 |                 |                 |
|                                        | Pesi gallo            | Dominick Cruz      | batte           | Casey Kenney         | Decisione non unanime (28–29, 29–28, 30–27) | 3               | 5:00            |                 |
|                                        | Pesi gallo            | Kyler Phillips     | batte           | Song Yadong          | Decisione unanime (29–28, 29–28, 29–28)     | 3               | 5:00            |                 |
|                                        | Catchweight (127 lbs) | Askar Askarov      | batte           | Joseph Benavidez     | Decisione unanime (30–27, 30–27, 30–26)     | 3               | 5:00            |                 |
|                                        | Pesi mosca            | Kai Kara-France    | batte           | Rogério Bontorin     | KO (pugni)                                  | 1               | 4:55            | POTN            |
|                                        | Pesi mosca            | Tim Elliott        | batte           | Jordan Espinosa      | Decisione unanime (30–27, 30–27, 30–25)     | 3               | 5:00            |                 |
|                                        | Pesi mediomassimi     | Kennedy Nzechukwu  | batte           | Carlos Ulberg        | KO (pugni)                                  | 2               | 3:19            | FOTN            |
|                                        | Pesi welter           | Sean Brady         | batte           | Jake Matthews        | Sottomissione (arm-triangle choke)          | 3               | 3:28            |                 |
|                                        | Pesi paglia femminili | Amanda Lemos       | batte           | Lívia Renata Souza   | KO tecnico (pugni)                          | 1               | 3:39            |                 |
|                                        | Pesi leggeri          | Uroš Medić         | batte           | Aalon Cruz           | KO tecnico (pugni)                          | 1               | 1:40            | POTN            |
|                                        | Pesi gallo            | Trevin Jones       | batte           | Mario Bautista       | KO tecnico (pugni)                          | 2               | 0:47            |                 |

## Premi
I lottatori premiati ricevettero un bonus di 50.000 dollari.
Legenda:
- FOTN: Fight of the Night (vengono premiati entrambi gli atleti per il miglior incontro dell'evento)
- POTN: Performance of the Night (viene premiato il vincitore per la migliore performance dell'evento)